# Восточноафриканская кампания (Вторая мировая война)
Восточноафриканская кампания (ит. Campagna dell'Africa Orientale Italiana) — боевые действия между вооружёнными силами Италии и Британской империи (а также её доминионов и союзников) в Восточной Африке во время Второй мировой войны, происходившие с июня 1940 по ноябрь 1941 года. Эта кампания была частью военных действий на африканском театре Второй мировой войны.

## Военно-стратегическая ситуация
После Второй итало-абиссинской войны 1935—1936 годов Италия захватила всю Абиссинскую империю (теперь это государство называется Эфиопия) и включила его в состав своих колоний в этом регионе, получивших общее название Итальянская Восточная Африка. Таким образом, заморские территории Итальянского королевства были существенно расширены. Вместе с тем, на фоне этой войны ухудшились отношения Италии с Францией и особенно Великобританией, поскольку Абиссиния, в отличие от других африканских территорий, являвшихся колониями, была суверенным государством и входила в состав Лиги Наций. Великобританию и Францию не устраивало усиление присутствия Италии в Восточной Африке, фашистский режим которой нёс определённую военную угрозу, а союз итальянцев с Гитлером к 1938 году эту угрозу только существенно увеличивал. В случае новой войны вставала реальная угроза захвата Италией соседних британских колоний (Британского Сомали, Кении и Судана), что впоследствии итальянцы и попытались сделать.
Вместе с тем Итальянская Восточная Африка оказалась изолированной, поскольку единственный кратчайший морской путь к ним из итальянской метрополии лежал только через Суэцкий канал в Египте, который контролировали британцы. В будущем конфликте именно это сыграло ключевую роль в довольно скором поражении итальянских войск в этом регионе.
10 июня 1940 года Италия вступила в уже разгоревшуюся Вторую мировую войну на стороне гитлеровской Германии. Вместе с тем итальянцы после капитуляции Франции получили доступ к Джибути, важному колониальному французскому порту в Восточной Африке, и, главное — к местной железной дороге, идущей в Аддис-Абебу. Однако в то же самое время и прекратился доступ стран Оси к Суэцкому каналу. Именно по этой причине было принято решение о вторжении в Египет из Итальянской Ливии с тем, чтобы захватить контроль над каналом и двинуться дальше, в Британскую Палестину. Однако захватить Египет итальянцам не удалось, а вскоре последовавшее контрнаступление британцев в Ливии и вовсе расстроило все планы итальянцев. Суэцкий канал остался под британским контролем до конца войны, и снабжение Итальянской Восточной Африки продовольствием, боеприпасами, техникой и свежими силами практически прекратилось. Довольно скоро итальянцам в этом регионе пришлось капитулировать.

## Силы сторон

### Италия
В Северо-Восточной Африке против Британского Сомали, Англо-египетского Судана, Уганды и Кении была сосредоточена крупная группировка войск под командованием вице-короля итальянской Восточной Африки герцога Аосты (2 итальянские дивизии, 29 отдельных колониальных бригад, 33 отдельных батальона), имевшая примерно 300 тысяч солдат и офицеров, 813 орудий различных калибров, 63 средних и легких танка, 129 бронеавтомобилей, 150 боевых самолетов. Итальянская армия в Восточной Африке представляла собой отрезанную от Италии военную структуру, состоящую преимущественно из туземных войск — так называемых аскари, запти и дубатов. Такие части, однако, были относительно хорошо вооружены и укомплектованы, находились полностью под управлением и командованием итальянских офицеров. Были и европейские части, состоявшие из итальянцев (например 65-я пехотная дивизия «Гренадеры Савойи»). Все итальянские сухопутные войска были поделены на так называемые военные сектора: Северный, Южный, Восточный и Гьюба. Специальная рота средних танков (Compagnia Spezial Carri M) имела 14 средних (по итальянской классификации того времени — по массе лёгких) танков M11/39. Были и 35 танкеток CV3/33 и CV3/35, приданных пехотным частям. 15 из них были в группе эскадронов «Национали Ди Африка» (в «поле» имела только один эскадрон). Также были все 10 малоэффективных и морально устаревших бронеавтомобилей «Fiat 611» и несколько старых бронеавтомобилей «Лянчия». Кроме того, было бронировано небольшое количество грузовиков.
Стратегическое положение фашистской Италии в Северо-Восточной Африке не было прочным: коммуникации итальянских войск оказались растянутыми и уязвимыми для английского флота, внутренняя обстановка оставалась крайне напряженной. Несмотря на жестокие репрессии и отсутствие централизованного руководства, партизанское движение в Эфиопии ко времени вступления Италии в войну стало вновь набирать силу. В большинстве провинций Эфиопии — в Годжаме, Бегемдоре, Шоа, Воллеге и Тигре — оккупационный режим сохранялся лишь в тех городах и населенных пунктах, где имелись сильные гарнизоны. Многие из них настолько прочно блокировались партизанами, что итальянцы снабжали находившиеся в них войска лишь с помощью самолетов. Все это ограничивало оперативные возможности итальянских войск и затрудняло осуществление планов фашистского командования.

### Великобритания
Британское командование не смогло обеспечить своевременного развертывания достаточных сил в этом районе. К 10 июня 1940 г. войска британской империи в этом регионе составляли: 9 тысяч — в Англо-египетском Судане, 22 тысяч — в Кении, около 1,5 тысяч — в Британском Сомали, 2,5 тысяч — в Адене. В составе войск, дислоцировавшихся в Судане, Сомали и Кении, не было ни танков, ни противотанковой артиллерии. Британские ВВС в Адене, Кении и Судане имели лишь 85 самолетов и значительно уступали итальянской авиации. Учитывая недостаток сил, английское командование стремилось сковать итальянские войска, находившиеся в Восточной Африке, используя эфиопских партизан. В июне 1940 г. англичане начали переговоры с находившимся в эмиграции императором Эфиопии Хайле Селассие I, в результате которых он прибыл в Судан, чтобы непосредственно возглавить движение за изгнание оккупантов.
Но после первых небольших успехов итальянцев к участию в кампании, за исключением непосредственно британских сил, были привлечены многочисленные войска из Британских колоний и стран Британского Содружества. К британским войскам также примкнули абиссинские иррегулярные войска, силы Свободной Франции и Свободной Бельгии. Британцы в 1941 году уже имели качественное превосходство над итальянцами. У них были 4-й и 6-й танковые полки.

## Ход боевых действий

### Итальянское наступление

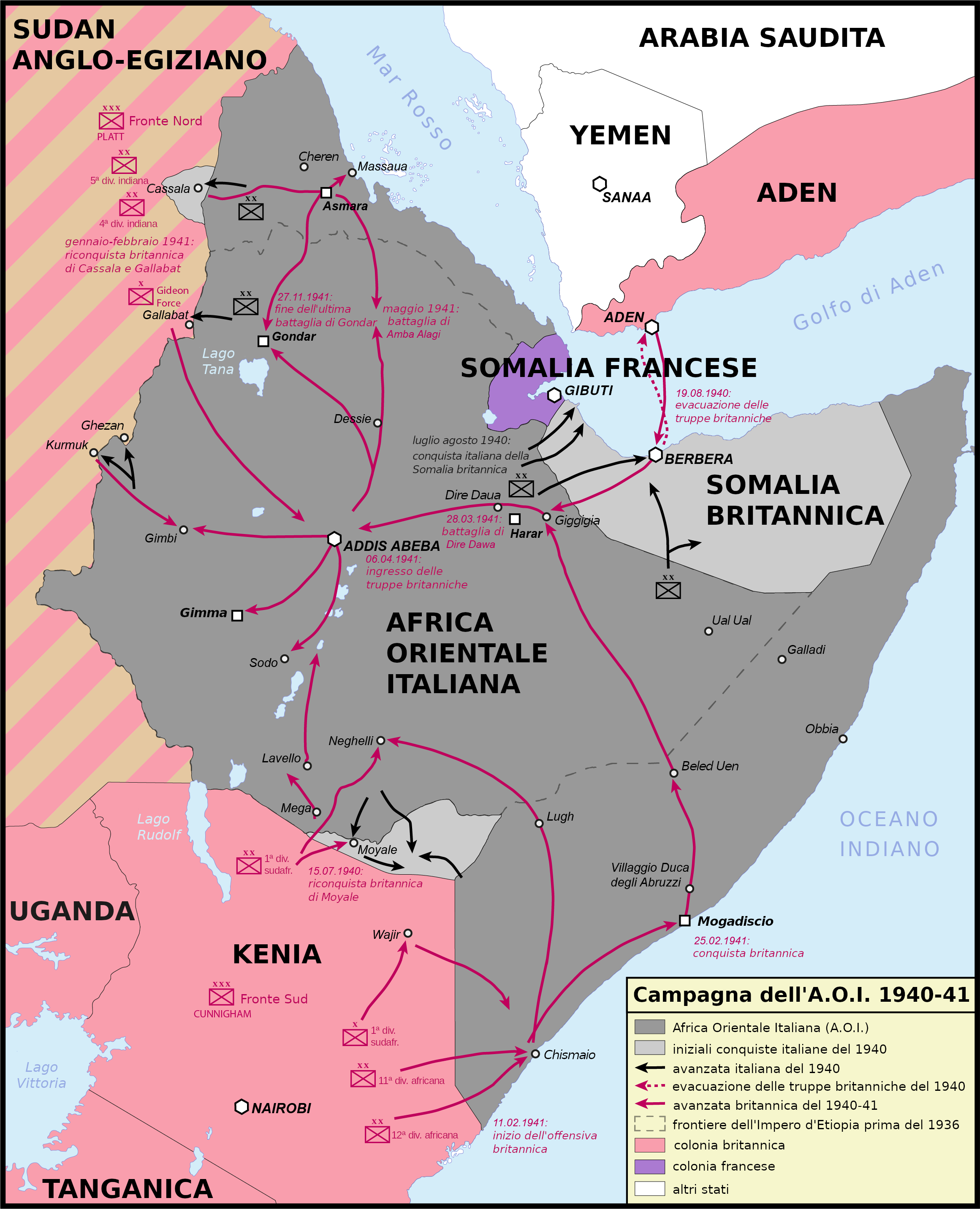
Карта-схема кампании.

В начале июля 1940 года итальянские войска начали продвижение из Эфиопии в глубь Судана и Кении. Цель этого наступления была определена директивой начальника итальянского генерального штаба маршала Бадольо от 9 июня: захватить в приграничной суданской зоне важные опорные пункты Кассалу, Галлабат, Курмук, а на кенийской территории — Тоденьянг, Мояле, Мандеру.
На северном участке суданского операционного направления две пехотные бригады и четыре кавалерийских полка итальянских колониальных войск (6,5 тыс. человек) при поддержке 24 танков, бронемашин, артиллерии и авиации попытались 4 июля с ходу овладеть городом Кассала, который защищал отряд суданской пехоты и полиции (600 человек), усиленный шестью танками. Несмотря на малочисленность, суданцы оказали врагу упорное сопротивление. Итальянские войска захватили город, но потеряли свыше 500 человек и 6 танков.
В июле 1940 года итальянцы захватили часть Кении. В августе — захватили Британское Сомали. Сопротивление английских колониальных войск, а также освободительное движение эфиопов заставили итальянцев отказаться от дальнейшего наступления в этом районе. Генеральный штаб дал указания обороняться до разгрома британских сил на других фронтах. Но этого не произошло, и изолированные итальянские войска, испытывающие недостаток горючего, боеприпасов и запасных частей даже к немногим не очень современным самолётам танкам и броневикам, имели немного шансов противостоять силам Британской империи продолжительное время, которые тем временем пополнялись всё новыми соединениями из Англии, Индии, Австралии и Новой Зеландии. Созданные на территории Британской Африки военные округа (командования) спешно занимались формированием и обучением новых колониальных частей. За короткий срок было создано 6 пехотных бригад (в том числе 2 усиленные) в Восточной Африке.
Осенью 1940 года английские войска в Кении насчитывали уже 77 тысяч человек, из них — 42 тысяч африканцев. Для усиления группировки войск в Судане, численность которой достигла 28 тысяч человек, командование направило туда две индийские пехотные дивизии. К началу 1941 года партизаны и восточноафриканские части полностью очистили от итальянских войск северо-западную часть Кении.

### Британское наступление

Британское наступление в Эритрее и северной Эфиопии в начале 1941 года.

Сосредоточив до 150 тысяч преимущественно колониальных войск в Судане и Кении, английское командование решилось начать наступательные действия и в Восточной Африке. 19 января 1941 года на границе с Эритреей в наступление перешли англо-индийские и суданские войска — две дивизии и две крупные моторизованные группы, поддержанные частями «Свободной Франции». В начале февраля три дивизии пересекли из Кении границу Эфиопии и Итальянского Сомали. С запада на территорию Эфиопии вступили смешанные судано-эфиопские части и партизанские отряды. С юга действовали суданские, восточноафриканские отряды и колониальные части из Бельгийского Конго.
70-тысячная группировка итальянцев в Эритрее была к началу английского наступления так измотана постоянными налетами партизан, что смогла оказать лишь незначительное сопротивление британским войскам при Акордате. Итальянское командование спешно отвело свои войска на заранее созданные укрепления в районе Кэрэна. Пока британские войска осаждали Кэрэн, эфиопские партизаны перерезали дорогу, ведущую на север от Аддис-Абебы, по которой итальянцы перебрасывали подкрепления осажденным.
Британским частям, вступившим в Сомали и южную Эфиопию с территории Кении, противостояли пять итальянских дивизий общей численностью 40 тысяч человек и большое количество иррегулярных отрядов. Из них 22 тысяч занимали оборону на сильно укрепленном рубеже вдоль реки Джуба (Сомали) и к северу от нее, где упорные двухнедельные бои (10 — 26 февраля) закончились прорывом итальянской обороны. Форсировав в нескольких местах реку и выйдя итальянским войскам в тыл, британские войска захватили порт Кисмаю, несколько аэродромов и баз, города Джумбо, Джелиб и устремились на Могадишо и заняли его. Итальянские войска начали откатываться сначала к Харэру, а оттуда к Аддис-Абебе, бросая на пути оружие и технику. 6 апреля 1941 года английские войска вошли в столицу Эфиопии.

### Последние очаги сопротивления
Выполняя требование Гитлера — сковать как можно больше британских войск в Северо-Восточной Африке, итальянское командование продолжало боевые действия и после сдачи Аддис-Абебы. Рубежи обороны уцелевших от разгрома итальянских войск были созданы в наиболее труднодоступных горных районах страны: на севере — близ Гондэра, на северо-востоке — в Дессие и у Амба-Алаги и на юго-западе — в провинции Галло-Сидамо.
Овладение последними оборонительными рубежами итальянских частей было возложено на африканские войска Англии — 11-ю и 12-ю дивизии, суданские и конголезские части, регулярные и партизанские силы Эфиопии. В конце апреля началась осада итальянских укреплений у Амба-Алаги. Ценой больших потерь оборона противника была сломлена. 20 мая 1941 г. итальянские войска во главе с герцогом Аостой капитулировали. Ожесточенными были бои в провинции Галло-Сидамо, где в ходе наступления 11-й дивизии с севера, от Аддис-Абебы, и 12-й дивизии — с юга, из Кении, британские африканские войска преодолели 640 км, захватили 25 тысяч пленных и большое количество боевой техники.
В результате, к ноябрю 1941 года итальянские войска в регионе были почти полностью разгромлены. Большая часть итальянцев, находившихся в этом регионе, попала в плен.
Прямых столкновений итальянских и британских танковых сил было мало. Одно из них случилось в районе Агордата, где пехотные «Матильды» из эскадрона В 4-го танкового полка уничтожили несколько итальянских танкеток без больших усилий. В целом тактика итальянцев на Востоке Африки была оборонительной. Хотя крупномасштабные боевые действия завершились к концу 1941 года, итальянцы продолжали партизанские действия в Сомали, Эритрее и некоторых районах современной Эфиопии до конца 1943 года, когда информация о капитуляции Италии достигла последних из партизан.

## Результаты
Победы британских вооруженных сил, войск «Свободной Франции» и Бельгийского Конго над итальянскими войсками в Северной и Северо-Восточной Африке были первыми и единственными на этом этапе второй мировой войны. Оперативно-стратегические и политические результаты операции союзных войск в Северо-Восточной Африке оказались более значительными, чем это предполагало английское командование. Благодаря вспомогательному удару эфиопских сил через западную Эфиопию и активным действиям партизан в тылу итальянских войск союзникам удалось осуществить глубокий многосторонний охват итальянской группировки и разгромить ее с небольшими для себя потерями.